# Asparagus falcatus
Asparagus falcatus és una gran i espinosa planta enfiladissa de la família de les Asparagàcies, la qual és endèmica de Sud-àfrica i Moçambic. Sovint es conrea com una coberta de seguretat al sud d'Àfrica.

## Descripció
Aquesta espècie local d'Asparagus produeix llargues tiges (a vegades de fins a 7 m d'alçada) des de la base de les arrels i grans tubercles. Aquests brots són inicialment tous i espiralitzats al voltant de branques o tanques. Tot i això, aviat s'endureixen, i les espines que apunten cap avall ajuden a connectar el circell al seu suport, així com proporcionar defensa. Les fulles són de color verd fosc, primes i corbades. Produeix uns flors blanques fragants que acabaran esdevenint baies de color vermell brillant, contenint cadascuna una llavor de color negre brillant. Els fruits atreuen a una gran varietat d'aus.

## Distribució
A Sud-àfrica, aquesta planta enfiladissa és originària de les selves del Cap Oriental i KwaZulu-Natal. També es troba a la veïna Moçambic.

## Cultiu
Aquesta planta de creixement ràpid es pot conrear a les zones molt ombrejades del jardí, encara que també tolera una mica de Sol. A més a més, té preferència pels llocs humits, encara que una vegada establerta també pot tolerar certa sequera.
Serveix com una molt bona cobertura de seguretat quan es planten al llarg d'una tanca a través de la qual hi pot créixer.
Es pot propagar fàcilment per llavors, encara que també es pot conrear des d'esqueixos.

## Galeria

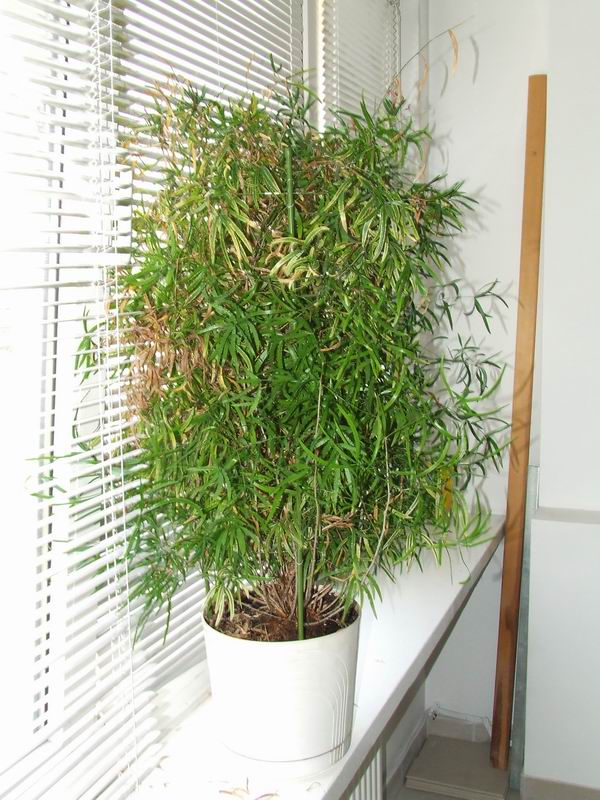
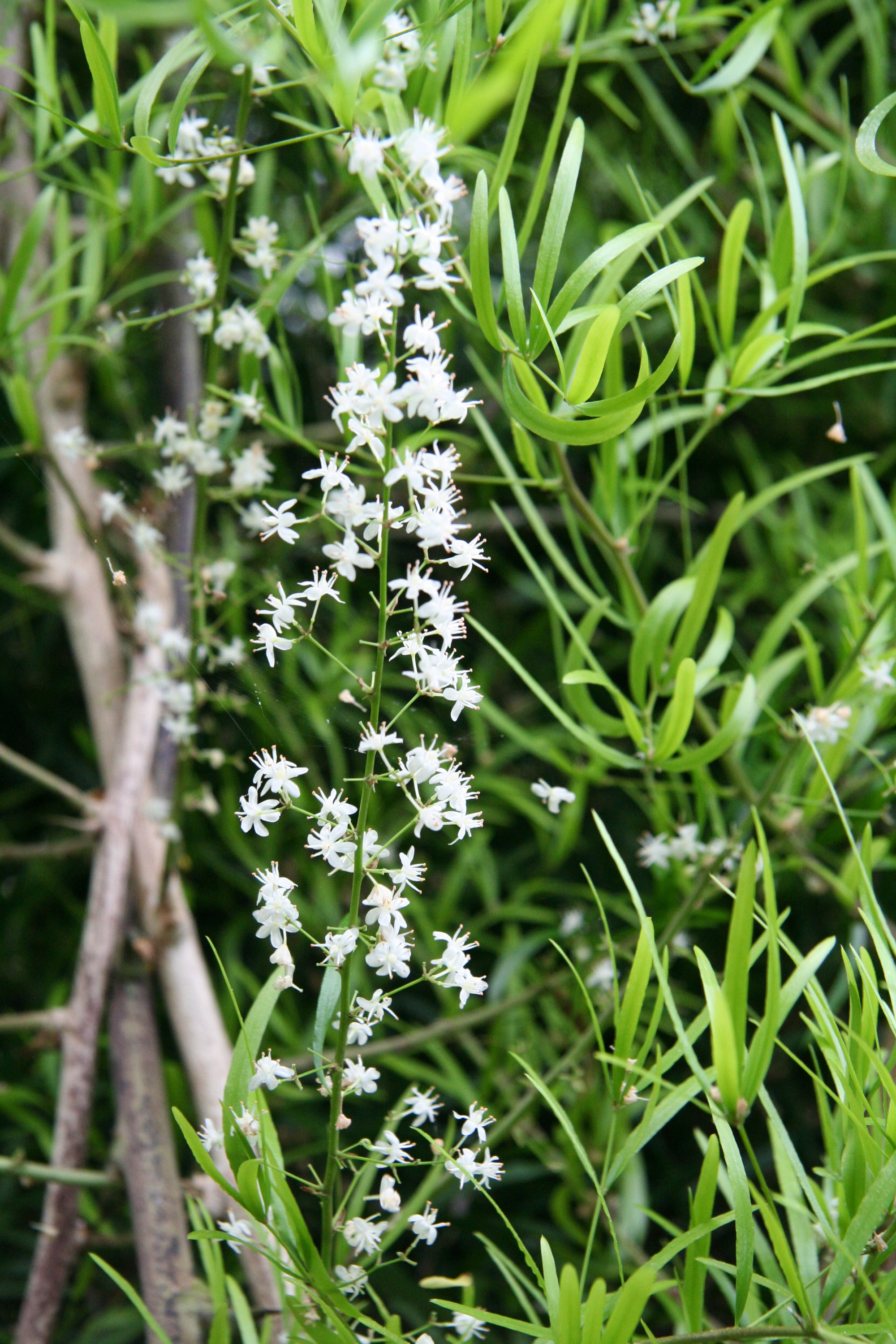
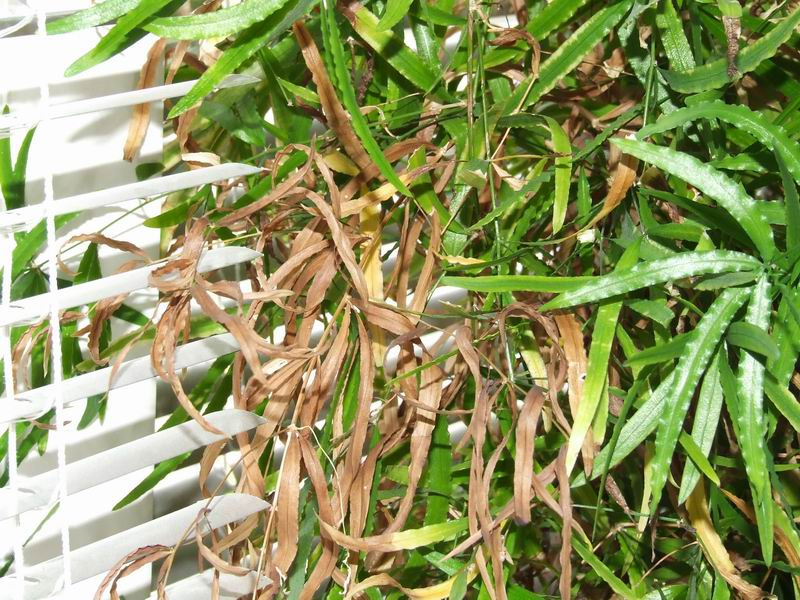
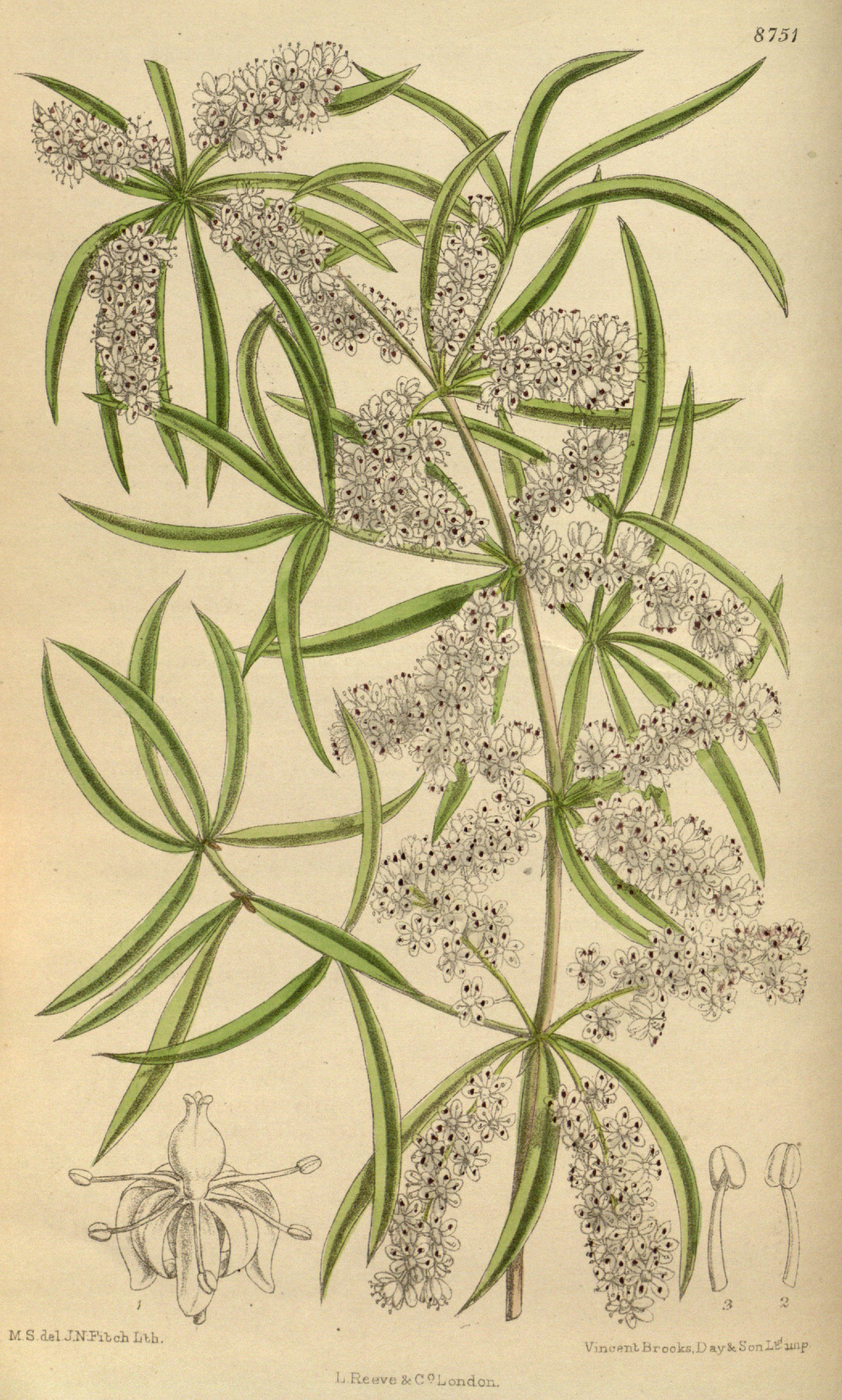